# Nick Movshon
Nick Movshon, né à Manhattan en 1982, est un bassiste, batteur et producteur américain. 

## Biographie
Il est surtout connu pour son travail avec la star soul britannique Amy Winehouse, le producteur Mark Ronson et en tant que membre de The Arcs,,. 
Nick Movshon a joué avec des groupes tels que les art-rockers de TV on the Radio, le duo blues-rock The Black Keys, l'ensemble Afrobeat Antibalas Afrobeat Orchestra, le groupe de hip-hop Wu Tang Clan, le chanteur soul Charles Bradley, le Menahan Street Band, et le groupe soul de Sharon Jones & The Dap-Kings. Il est un contributeur fréquent aux enregistrements des labels de Brooklyn Truth and Soul Records, Dunham Records, et Daptone Records. Il a également joué de la basse sur la chanson de Bruno Mars Locked Out of Heaven. Movshon vit dans la Ville de New York.

Concernant ses influences et son style, d'après Ryan Madora du site No Treble :
« Il est l'exemple parfait de la façon dont on peut combiner la simplicité de Duck Dunn et David Hood à la complexité rythmique et la nature audacieuse de Tommy Cogbill et James Jamerson. »

## Instruments
Il est connu pour utiliser une Gibson Ripper de 1973 ainsi qu'une Gibson EB-3 de 1972. Avec The Arcs, il favorise une Fender Precision Bass de 1974 et une Fender Jazz Bass.